# Temporada 1941-1942 del Liceu
| Temporada 1941-1942 del Liceu |                         |                       |                   | |           |                   |
| Òpera                         | Compositor              | Director musical      | Director d'escena | Papers principals | Producció | Dates             |
| La favorita                   | Gaetano Donizetti       | Mario Cordone         | Juan Villaviciosa | Elena Nicolai, Giovanni Malipiero, Carlo Tagliabue, Corrado Zambelli, César Munain, Lolita Torrentó                                                                         |           | 11, 16 desembre   |
| Rigoletto                     | Giuseppe Verdi          | Antoni Capdevila      | Juan Villaviciosa | Giuseppe Traverso, Carlo Tagliabue, Carmen Gracia, Raimundo Aliaga, Rosita Salagaray                                                                                        |           | 26 de desembre    |
| Madama Butterfly              | Giacomo Puccini         | Antoni Capdevila      | Juan Villaviciosa | Mercè Capsir, Rosita Salagaray, Mercè Roca, Pau Civil, Guido Vanelli, August Gonzalo, Emili Bastons? César Munain?, Raimundo Aliaga, Vicente Riaza                          |           | 2, 6 gener        |
| Les noces de Fígaro           | Wolfgang Amadeus Mozart | Berthil Wetzeisberger | Hans Strohbach    | Walter Hagner, Carla Spletter, Alfred Poell, Daga Söderquist, Margarete Düren, Paulina Strehl, Matthias Mrakitsch, Theo Herrmann, Karl Wagner, Kate Boenisch, Vicente Riaza |           | 8 al 15 de gener  |
| Così fan tutte                | Wolfgang Amadeus Mozart | Berthil Wetzeisberger | Hans Strohbach    | Margot Winkler, Coba Wakers, Emmy Kuest, Willy Treffner |           | 11 al 13 de gener |
| El barber de Sevilla          | Gioachino Rossini       | Antoni Capdevila      | Juan Villaviciosa | Emilio Renzi, Vicente Riaza, Toti Dal Monte, Carlo Galeffi, Augusto Beuf, August Gonzalo, Ilse Wald, August Gonzalo                                                         |           |                   |
| La traviata                   | Giuseppe Verdi          | Giuseppe Podestà      | Juan Villaviciosa | Mafalda Favero/Mercè Capsir, Giovanni Malipiero/Gino Fratesi, Carlo Tagliabue                                                                                               |           |                   |
| Tristany i Isolda             | Richard Wagner          | Karl Elmendorff       | Hans Meissner     | Joachim Sattler/Georg Fassnacht, Albert Emmerich, Erna Schlüter/Glanka Zwingenberg, Josef Herrmann, Arthur Will, Elisabeth Höngen, Theo Herrmann, Gottfried Mann            |           |                   |